# Primera División 1945-1946 (Spagna)
La Primera División 1945-1946 è stata la 15ª edizione della massima serie del campionato spagnolo di calcio, disputata tra il 23 settembre 1945 e il 31 marzo 1946 e concluso con la vittoria del Siviglia, al suo primo titolo.
Capocannoniere del torneo è stato Telmo Zarraonaindía (Athletic Bilbao) con 24 reti.

## Classifica finale
|  | Pos. | Squadra           | Pt | G  | V  | N  | P  | GF | GS | DR  |
|  | ---- | ----------------- | -- | -- | -- | -- | -- | -- | -- | --- |
|  | 1.   | Siviglia          | 36 | 26 | 14 | 8  | 4  | 53 | 37 | +16 |
|  | 2.   | Barcellona        | 35 | 26 | 14 | 7  | 5  | 48 | 31 | +17 |
|  | 3.   | Athletic Bilbao   | 33 | 26 | 14 | 5  | 7  | 63 | 38 | +25 |
|  | 4.   | Real Madrid       | 31 | 26 | 11 | 9  | 6  | 46 | 30 | +16 |
|  | 5.   | Real Oviedo       | 30 | 26 | 10 | 10 | 6  | 44 | 37 | +7  |
|  | 6.   | Valencia          | 28 | 26 | 9  | 10 | 7  | 44 | 36 | +8  |
|  | 7.   | Atlético Aviación | 26 | 26 | 10 | 6  | 10 | 50 | 48 | +2  |
|  | 8.   | Castellón         | 26 | 26 | 11 | 4  | 11 | 38 | 54 | -16 |
|  | 9.   | Sporting Gijón    | 25 | 26 | 9  | 7  | 10 | 37 | 39 | -2  |
|  | 10.  | Celta Vigo        | 21 | 26 | 9  | 3  | 14 | 57 | 56 | +1  |
|  | 11.  | Real Murcia       | 20 | 26 | 5  | 10 | 11 | 21 | 39 | -18 |
|  | 12.  | Español           | 19 | 26 | 6  | 7  | 13 | 41 | 53 | -12 |
|  | 13.  | Alcoyano          | 19 | 26 | 7  | 5  | 14 | 39 | 54 | -15 |
|  | 14.  | Hércules          | 15 | 26 | 5  | 5  | 16 | 30 | 59 | -29 |

Legenda:
      Campione di Spagna.
  Partecipa allo spareggio interdivisionale.
      Retrocesse in Segunda División 1946-1947.
Regolamento:
Due punti a vittoria, uno a pareggio, zero a sconfitta.
In caso di arrivo di due o più squadre a pari punti, la graduatoria verrà stilata secondo la classifica avulsa tra le squadre interessate che prevede, in ordine, i seguenti criteri:
- Punti negli scontri diretti.
- Differenza reti negli scontri diretti.
- Differenza reti generale.
- Reti realizzate in generale.

## Spareggi

### Spareggio interdivisionale
|         | Risultati |           | Luogo e data               |
| ------- | --------- | --------- | -------------------------- |
| Español | 0-0       | Gimnàstic | Barcellona, 19 maggio 1946 |
|         |           |           |                            |

Visto il risultato di parità, fu giocato un secondo spareggio.
|         | Risultati |           | Luogo e data               |
| ------- | --------- | --------- | -------------------------- |
| Español | 3-0       | Gimnàstic | Barcellona, 26 maggio 1946 |
|         |           |           |                            |

## Statistiche

### Squadre

#### Capoliste solitarie
|    | ——  | ——  | —— | —— | ——  | ——       | ——       | ——       | ——       | ——  | ——  | ——  | ——  | ——  | ——  | ——  | ——  | ——  | ——  | ——  | ——  | ——  | ——  | ——       | ——       | —— |  |
|    | Bar | Bar |    |    | Ovi | Siviglia | Siviglia | Siviglia | Siviglia |     | RMa |     |     | Ovi | Ovi |     | AtB |     |     | Siv |     | Siv |     | Siviglia | Siviglia |    |  |
|    |     |     |    |    |     |          |          |          |          |     |     |     |     |     |     |     |     |     |     |     |     |     |     |          |          |    |  |
|    |     |     |    |    |     |          |          |          |          |     |     |     |     |     |     |     |     |     |     |     |     |     |     |          |          |    |  |
| 1ª | 2ª  | 3ª  | 4ª | 5ª | 6ª  | 7ª       | 8ª       | 9ª       | 10ª      | 11ª | 12ª | 13ª | 14ª | 15ª | 16ª | 17ª | 18ª | 19ª | 20ª | 21ª | 22ª | 23ª | 24ª | 25ª      | 26ª      |    |  |

#### Primati stagionali
- Maggior numero di vittorie: Siviglia, Barcellona, Athletic Bilbao (14)
- Minor numero di sconfitte: Siviglia (4)
- Migliore attacco: Athletic Bilbao (63 reti segnate)
- Miglior difesa: Real Madrid (30 reti subite)
- Miglior differenza reti: Barcellona (+17)
- Maggior numero di pareggi: Real Oviedo, Valencia, Real Murcia (10)
- Minor numero di pareggi: Celta Vigo (3)
- Maggior numero di sconfitte: Hércules (16)
- Minor numero di vittorie: Hércules, Real Murcia (5)
- Peggior attacco: Real Murcia (21 reti segnate)
- Peggior difesa: Hércules (59 reti subite)
- Peggior differenza reti: Hércules (-29)